# Jargalant, Töv
Jargalant (tiếng Mông Cổ: Жаргалант) là một sum của tỉnh Töv ở Mông Cổ. Vào năm 2007, dân số của sum là 5.781 người.

## Địa lý
Sum có diện tích khoảng 2.100 km2. Trung tâm sum, Jargalant, nằm cách tỉnh lỵ Zuunmod 170 km và thủ đô Ulaanbaatar 150 km.

### Khí hậu
Jargalant có nhiệt độ trung bình hàng năm là 2 °C. Tháng ấm nhất là tháng 7, khi nhiệt độ trung bình là 20 °C và lạnh nhất là tháng 1, với −19 °C. Lượng mưa trung bình hàng năm là 414 mm. Tháng ẩm ướt nhất là tháng 7, với lượng mưa trung bình là 98 mm, và khô nhất là tháng 2, với 2 mm.

## Kinh tế
Sum có một trường học, bệnh viện, trung tâm thương mại và nhà văn hóa.